# Záluží (district de Beroun)
Pour les articles homonymes, voir Záluží.
Záluží (en allemand : Salusch) est une commune du district de Beroun, dans la région de Bohême-Centrale, en République tchèque. Sa population s'élevait à 533 habitants en 2020.

## Géographie
Záluží se trouve à 5 km au sud-ouest de Žebrák, à 22 km au sud-ouest de Beroun et à 49 km au sud-ouest de Prague.
La commune est limitée par Drozdov au nord, par Tlustice à l'est, par Osek au sud, et par Újezd et Cerhovice à l'ouest.

## Histoire
La première mention écrite de la localité date de 1320.